# Gerenite-(Y)
La gerenite-(Y) è un minerale.

## Etimologia
Il nome è in onore di Richard Geren (1917-2002), vicepresidente di una compagnia mineraria canadese, che iniziò e diresse l'esplorazione dei depositi minerari di Strange Lake.